# Health
Health (estilizado como HEALTH) es una banda de rock alternativo enmarcada en la corriente noise rock y electro-industrial  formada en el año 2006 en Los Ángeles.

## Miembros actuales
- Benjamin Jared Miller - batería
- Jake Duzsik - voz, guitarra
- John Famiglietti - Bajo eléctrico

## Exintegrantes
- Jupiter Keyes

## Discografía

### Álbumes
- 2007 HEALTH - DNT Records/Lovepump United
- 2008 HEALTH//DISCO
- 2009 GET COLOR - Lovepump United
- 2010 DISCO2
- 2015 DEATH MAGIC - Concord Loma Vista
- 2017 DISCO3
- 2019 VOL. 4 :: SLAVES OF FEAR
- 2020 DISCO4 :: PART1
- 2022 DISCO4 :: PART2
- 2023 RAT WARS

### Sencillos
- 2006 Health/Elphaba 7" Split - Rome Plow Records
- 2007 Crystal Castles vs. Health - Crimewave - Trouble Records (#9 en Reino Unido)
- 2007 Crystal Castles//Health 7" Split - Lovepump United
- 2008 Perfect Skin +RMX 7" - Suicide Squeeze
- 2008 Heaven +RMXS 12" - Flemish Eye
- 2008 Triceratops//Lost Time +RMXS 12" - Tough Love Records
- 2008 //M\\ 7" - No Pain in Pop
- 2009 Die Slow 7" - Lovepump United

### Sencillos promocionales
- 2012 TEARS para Max Payne 3 Soundtrack

### Álbumes de remixes
- 2008 Health//Disco - Lovepump United
- 2010 Health::Disco2 - Lovepump United

### Bandas sonoras
- 2010 Wasted on the Young Die Slow
- 2012 Max Payne 3 Soundtrack - Rockstar Games (Incluye contribuciones en otros artistas)
- 2013 Grand Theft Auto V High Pressure Dave
- 2019 Grand Theft Auto Online: Arena War (Official Soundtrack)

### Videografía
- 2007 "Heaven"
- 2008 "Crimewave"
- 2009 "Die Slow"
- 2009 "We Are Water" (Dirigido por Eric Wareheim)
- 2010 "USA Boys"
- 2012 "Tears"
- 2020 "CYBERPUNK 2.0.2.0."